# Honey Hill (Oklahoma)
Pour les articles homonymes, voir Honey Hill.
Honey Hill est une census-designated place du comté d'Adair, dans l'État d'Oklahoma, aux États-Unis,. En 2020, elle compte une population de 160 habitants.